# Andreas Czech
Andreas Czech (* 31. Oktober 1981 in Wien)  ist ein österreichischer Handballspieler.

## Karriere

### Als Spieler
Der gebürtige Wiener begann seine aktive Profi-Karriere beim Handballclub Fivers Margareten. Davor spielte er in diversen Jugendligen und der Handball Bundesliga Austria bei W.A.T. Floridsdorf. 2006/07 wechselte der 1,84 Meter große Kreisspieler nach Niederösterreich zum UHC Hollabrunn. 2016/17 übernahm er zusätzlich das Amt des Spielertrainers.
In der Saison 2005/06 nahm er mit den Wienern am EHF-Cup teil.

### Als Trainer
2017 beendete der Kreisläufer seine Spielerkarriere und konzentrierte sich ausschließlich auf das Traineramt beim UHC Hollabrunn. 2019/20 wurde Czech vom WAT Atzgersdorf als Trainer verpflichtet. In der Saison 2020/21 führte er die Wiener bis ins Liga Halbfinale. Seit der Saison 2022/23 ist als Trainer des „Future-Team“ bei Union Korneuburg aktiv. 2023 übernahm Czech das Traineramt der ersten Männermannschaft bei Union Korneuburg. 2025 wurde die Zusammenarbeit beendet. Ab 2025 übernimmt Czech die Leitung des männlichen Nachwuchses sowie das Amt des Co-Trainers bei WAT Atzgersdorf.